# Dease River (Großer Bärensee)
Der Dease River ist ein etwa 130 km langer Zufluss des Großen Bärensees in den Nordwest-Territorien und im Territorium Nunavut in Kanada. Namensgeber des Flusses war Peter Warren Dease (1788–1863), ein Teilnehmer Franklin’s Polarexpedition 1819–1822.

## Verlauf
Der Dease River hat seinen Ursprung im See Lac Rouvière im Territorium Nunavut. Von dort fließt er in überwiegend südwestlicher Richtung in die Nordwest-Territorien zur Bucht Dease Arm des Großen Bärensees, in welche er mündet. An der Mündung liegt der Standort von Fort Confidence, einem früheren Handelsposten der Hudson’s Bay Company. Größere Nebenflüsse sind Sandy River von rechts und East River von links. 